# 因河地区施万德
因河地区施万德是奥地利上奥地利州因河畔布劳瑙县的一个市镇。总面积17平方公里，总人口850人，人口密度50.0人/平方公里（2005年）。